# زمن (نحو)
الزمن في النحو هو وقت وقوع الفعل. وتقسم الأفعال نسبة إلى الزمن ومن حيث الصيغة إلى اثنين هما الفعل الماضي والفعل المضارع والمضارع يشمل الحال والاستقبال.

## الماضي
الفعل الماضي هو الفعل الذي يدل على حدث وقع وانقطع قبلَ زمنِ التكلم. الفعل الماضي دائما مبني، أي أنه لا يتغير إعرابه حسب موقعه من الجملة.

## المضارع
الفعل المضارع هو الفعل الذي يدل على حدث وقع في زمن يقبل الحال والاستقبال. ولا بد لكل فعل من فاعل سواء أكان ظاهرًا أو مستترًا.